# Ryan Fosso
Ryan Fosso (Lugano, 17 juni 2002) is een Zwitsers-Kameroens voetballer die doorgaans als middenvelder speelt. Hij komt uit voor Fortuna Sittard.

## Carrière
Fosso kwam via FC Bulle en FC Fribourg bij BSC Young Boys. Hij doorliep hier de jeugdopleiding. Hij kwam nooit voor het eerste in actie, maar speelde wel in de UEFA Youth League in 2021. Hij speelde met Young Boys YL wedstrijden tegen Atalanta, Manchester United en Villarreal.

### FC Vaduz
Medio 2022 vertrok Fosso transfervrij naar het Liechtensteinse FC Vaduz, dat uitkwam in de Challenge League, het tweede niveau van Zwitserland. Op 15 juli maakte hij zijn debuut, tegen FC Aarau (1-1). FC Vaduz won samen met Fosso in het seizoen 2022/23 de Liechtensteinse voetbalbeker, en mocht zich proberen te kwalificeren voor de UEFA Conference League. Fosso speelde kwalificatiewedstrijden tegen FC Koper, Konyaspor en Rapid Wien en Vaduz plaatste zich knap voor de groepsfase van de Conference League. Fosso kwam in alle wedstrijden in actie, waaronder tegen AZ. 
In het seizoen 2023/24 won Vaduz weer de Liechtensteinse beker, maar dit keer kon het zich niet plaatsen voor de Conference League. Er werd verloren van Neman Grodno, ondanks een assist van Fosso.

### Fortuna Sittard
In de zomer van 2024 verkaste Fosso naar Fortuna Sittard. Hij debuteerde in de eerste speelronde tegen Go Ahead Eagles (2-0). Hij werd meteen een vaste basisspeler voor het team van coach Danny Buijs. Op 28 februari 2025 scoorde hij zijn eerste doelpunt voor de club. Hij maakte in de 94e minuut de winnende tegen RKC Waalwijk op aangeven van Kaj Sierhuis (2-1).

## Interlandcarrière
Fosso speelde een aantal interlands voor Zwitserland –21 en Zwitserland –20.

## Statistieken
| Seizoen | Club            | Competitie       | Competitie | Competitie | Beker | Beker | Overig | Overig | Totaal | Totaal |
| Seizoen | Club            | Competitie       | Wed.       | Dlp.       | Wed.  | Dlp.  | Dlp.   | Dlp.   | Wed.   | Dlp.   |
| ------- | --------------- | ---------------- | ---------- | ---------- | ----- | ----- | ------ | ------ | ------ | ------ |
| 2022/23 | FC Vaduz        | Challenge League | 30         | 1          | 4     | 5     | 11     | 0      | 45     | 6      |
| 2023/24 | FC Vaduz        | Challenge League | 29         | 2          | 2     | 0     | 2      | 0      | 33     | 2      |
| 2024/25 | Fortuna Sittard | Eredivisie       | 21         | 1          | 2     | 0     | 0      | 0      | 23     | 1      |
| Totaal  | Totaal          | Totaal           | 80         | 4          | 8     | 5     | 13     | 0      | 101    | 9      |

Bijgewerkt op 1 maart 2025.